# Bagge (Marstrandssläkten)
Bagge är en vitt utbredd släkt från Bohuslän, vars äldste med visshet kände stamfar är Nils Fredriksson (1610–1668), handlande, redare och borgmästare i Marstrand. Han var med stor sannolikhet son till Fredrik Nilsson, handlande, byfogde och borgmästare i Marstrand (var död 17 februari 1647). Enligt uppgift i släktöversikter från 1906 och framåt var denne i sin tur son till den av Oslobiskopen Jens Nielsen år 1587 omnämnde kyrkoherden i Krokstad, Bohuslän, Nils Bagge (död 7 januari 1586). Denna uppgift har inte kunnat bestyrkas.
Nils Fredriksson hade med sin hustru Malin Burgesdotter (död 1700) sönerna Johan Bagge (död 1689), handlande och rådman i Uddevalla, Fredrik Bagge (1646–1713), kyrkoherde i Marstrand och prost, samt Börge Bagge (1652–1731), handlande och rådman i Uddevalla, med vilka släkten delade sig i tre grenar. De två första släktgrenarna fortlever. Den tredje grenen, till största delen bosatt i Udddevalla, torde ha utgått på manssidan med Johan Niclas Bagge, handlande i Stockholm (död 1810).
Namnet Bagge har sedan medeltiden burits av flera obefryndade släkter, både adliga och ofrälse, se vidare Bagge (släkter).

## Släktmedlemmar i urval
- Fredrik Bagge (1646–1713), kyrkoherde och riksdagsman
- Peter Bagge (1710-1779), grosshandlare och riksdagsman
- Christian Bagge (1722–1773), konsul i Tripoli, Barbareskkusten
- Peter Bagge (1743-1819), bruksidkare
- Daniel Benjamin Bagge (1769–1836), rådman och riksdagsman
- Samuel Bagge (1774–1814), ingenjör, adlad 1814
- Martin Bagge (1790-1856), domare och riksdagsman
- Jonas Bagge (1800–1869), mekaniker
- Jonas Samuel Bagge (1803–1870), fysiker
- Julius Bagge (1844–1890), kompositör, musikhandlare
- Peter Fredrik Leo Bagge (1850–1926), filolog